# Список романів, дія яких відбувається у Харкові
Список романів, дія яких відбувається у Харкові об’єднує романи написані різними мовами, більшість подій у яких відбуваються у місті Харкові.
| Мова       | Назва                                     | Автор                           | Рік видання | Історичний період та контекст |
| ---------- | ----------------------------------------- | ------------------------------- | ----------- | ----------------------------- |
| Українська | Новини                                    | Андрій Войніцький               | 2018        | 2007                          |
| Українська | Харків 1938                               | Олександр Ірванець              | 2017        | 1938, альтернативна історія   |
| Українська | Моя божевільна                            | Андрій Клімов, Світлана Клімова | 2016        | 1929-1937, кінець 2010-х      |
| Українська | Месопотамія                               | Сергій Жадан                    | 2014        |                               |
| Українська | Депеш Мод                                 | Сергій Жадан                    | 2004        | 1993 рік                      |
| Англійська | Епоха вбивств (The Time of the Assassins) | Ґодфрі Бланден                  | 1953        |                               |
| Російська  | Вечір у Клер (Вечер у Клэр)               | Гайто Газданов                  | 1929        | Революційний Харків           |
| Російська  | Підліток Савенко (Подросток Савенко)      | Едуард Лимонов                  | 1983        | Радянський Харків             |
| Російська  | Нам тут жити (Нам здесь жить)             | Генрі Лайон Олді                | 1998        | Харків майбутнього            |